# Jorge Domínguez
Pour les articles homonymes, voir Dominguez.
Jorge Domínguez, né le 7 mars 1959 et mort le 30 juillet 2023, est un footballeur professionnel argentin.

## Biographie
Il arrive en France en 1984, à l'OGC Nice, alors en Division 2, et permet à l'équipe d'accéder à l'élite en fin de saison. Après une brillante saison au plus haut niveau, il s'engage avec le Sporting Toulon Var, lui aussi pensionnaire de Division 1 et termine la saison 1987-1988 sur une très belle 5e place, non loin des places européennes.
Il s'engage dès lors avec l'ambitieux Nîmes Olympique, club historique alors en Division 2 et ratant chaque saison l'accession en Division 1. Il s'impose comme un des meilleurs buteurs du club avec notamment 16 réalisations en championnat lors de la saison 1988-1989, mais ne permet pas au club d'être promu.
Ce sera chose faite à l'issue de la saison 1990-1991, après un intermède d'une saison au FC Tours, le club nîmois retrouve enfin la Division 1, sept ans après l'avoir quitté.
Il retourne au pays pour jouer au Deportivo Mandiyù et ensuite terminer sa carrière en deuxième division au Deportivo Laferrere.

## Palmarès

### En club
- Vice-champion de France de Division 2 en 1985 avec l'OGC Nice et en 1991 avec le Nîmes Olympique

### EnÉquipe d'Argentine
- 3 sélections en 1984